# Ли, Суниса
Суни́са Ли (англ. Sunisa Lee; род. 9 марта 2003, Сент-Пол) — американская гимнастка, двукратная олимпийская чемпионка, чемпионка мира 2019  года в командном первенстве. Неоднократная победительница и призёр чемпионата США.

## Биография
Суниса Ли родилась 9 марта 2003 года в Сент-Поле (штат Миннесота) в семье медицинского работника Йива Тоджа. Суниса по происхождению является хмонгкой, её мать иммигрировала в США из Лаоса. У неё есть три сводных брата и сестры. Ли живёт в Сент-Поле.
В шесть лет Суниса начала заниматься гимнастикой в Литл-Канаде (пригороде Сент-Пола), где она продолжает тренироваться по сей день.

## Карьера

### 2015—2017
Суниса дебютировала в юниорской элите на турнире US Classic 2016 года.
В 2017 году она вошла в юниорскую сборную и дебютировала на международном уровне на Gymnix International Junior Cup, где США выиграли золотую медаль в командных соревнованиях, а Ли выиграла серебряную медаль на брусьях.
В мае 2017 года Ли объявила о своём намерении поступить в Обернский университет.

### 2018
Ли была включена в состав команды для участия в чемпионате Тихоокеанского региона по гимнастике 2018 года. Там она выиграла золотую медаль вместе со сборной США в командном финале и выиграла серебряную медаль в опорном прыжке, на бревне и в вольных упражнениях. В многоборье она заняла 4-е место. В следующем месяце травма лодыжки вынудила Ли сняться с панамериканского юниорского чемпионата в Буэнос-Айресе, Аргентина.

### 2019
На Чемпионате США 2019 года Ли участвовала во всех четырёх дисциплинах в первый день соревнований и заняла второе место в многоборье после Симоны Байлз и первое место на брусьях. На второй день соревнований она продолжила выполнять чистые упражнения и в итоге выиграла серебряную медаль в многоборье позади Байлз. Она также выиграла золотую медаль на брусьях опередив Морган Херд и Байлз, заняла четвёртое место на бревне после Байлз, Кары Икери и Лиэнн Вонги, выиграла бронзовую медаль на брусьях после Байлз и Джейд Кэри. В результате она стала членом национальной сборной.
В сентябре Ли выступала на чемпионате мира в США, где заняла второе место в многоборье, уступив всего 0,350 балла. На следующий день она была включена в состав национальной команды для выступления на Чемпионате мира 2019 года в Штутгарте вместе с Байлз, Карой Икер, Микейлой Скиннер, Джейд Кэри и Грейс Маккаллум.
На Чемпионате мира по спортивной гимнастике 2019 года Ли заняла второе место после Байлз в финале вольных упражнений, обойдя Джейд Кэри, и заняла третье место в финале на брусьях после действующей чемпионки мира Нины Дервал из Бельгии и чемпионки мира 2015 года Дарьи Спиридоновой.
В командном финале чемпионата мира Суниса Ли соревновалась на брусьях, бревне и вольных упражнениях и помогла США выиграть золотую медаль. В финале многоборья Суниса финишировала восьмой после падения с брусьев. В финале на брусьях Суниса завоевала бронзовую медаль.

### Олимпийские игры 2020
На Олимпийских играх 2020 в Токио Суниса Ли стала серебряным призёром в командном многоборье вместе с Симоной Байлз, Грейс Маккаллум и Джордан Чайлз.
Также стала олимпийской чемпионкой в личном многоборье.
Бронзовый призёр на разновысоких брусьях.

### Олимпийские игры 2024
На Олимпийских играх в Париже завоевала золото в командном первенстве, бронзу в личном многоборье и бронзу на разновысоких брусьях.